# Phyllogomphoides regularis
Phyllogomphoides regularis – gatunek ważki z rodziny gadziogłówkowatych (Gomphidae). Występuje na terenie Ameryki Południowej.